# Turingia
Turingia (en alemán: Thüringen, pronunciado /ˈtyːʁɪŋən/ⓘ) es uno de los dieciséis estados federados de Alemania, situado en el centro/centro-este del país. Con una superficie algo mayor que 16 000 km² y sus 2,1 millones de habitantes, es uno de los estados federeados más pequeños (segundo más pequeño en combinación de ambos parámetros si se excluyen las tres ciudades-estado). Su capital y ciudad más poblada es Érfurt y se caracteriza, entre otros, por el bosque de Turingia que lo atraviesa. Otras ciudades destacadas son Jena, Weimar, Gera y Eisenach.

## Historia
Véase también Categoría:Historia de Turingia
Nombrada por la tribu de los turingios (Thuringii) que ocuparon la región alrededor del año 300, Turingia pasó a dominación franca en el siglo VI.
Turingia se convirtió en landgraviato en el año 1130. Después de la extinción de la reinante línea ludowingios de condes y landgraves en 1247 y la guerra de la sucesión de Turingia (1247-1264), la mitad occidental se hizo independiente con el nombre de «Hesse», y no volvió a ser parte de Turingia. La mayor parte del resto de Turingia pasó a manos de la dinastía Wettin del cercano Margraviato de Meissen, el núcleo del posterior Electorado y reino de Sajonia. Con la división de la casa de Wettin en 1485, Turingia pasó a la rama mayor ernestina de la familia, que posteriormente subdividieron la zona en una serie de estados menores, según la tradición sajona de dividir la herencia entre los herederos masculinos. Estos fueron los "ducados sajones", constituidos, entre otros, por los estados de Sajonia-Weimar, Sajonia-Eisenach, Sajonia-Jena, Sajonia-Meiningen, Sajonia-Altenburgo, Sajonia-Coburgo y Sajonia-Gotha; Turingia se convirtió meramente en un concepto geográfico.
Turingia generalmente aceptó la reforma protestante y el catolicismo se suprimió ya en 1520[cita requerida]; los sacerdotes que permanecieron leales a él fueron expulsados de las iglesias, y los monasterios fueron en gran medida destruidos, especialmente durante la Guerra de los campesinos alemanes de 1525. En Mühlhausen y en otros sitios, los anabaptistas encontraron muchos adherentes. Thomas Müntzer, un líder de algunos grupos no pacíficos de esta secta, estuvo activo en esta ciudad. Dentro de los límites de la moderna Turingia, la fe católica solo sobrevivió en el distrito de Eichsfeld, que estaba gobernado por el arzobispo de Maguncia, y hasta un grado menor en Érfurt y su inmediata vecindad.

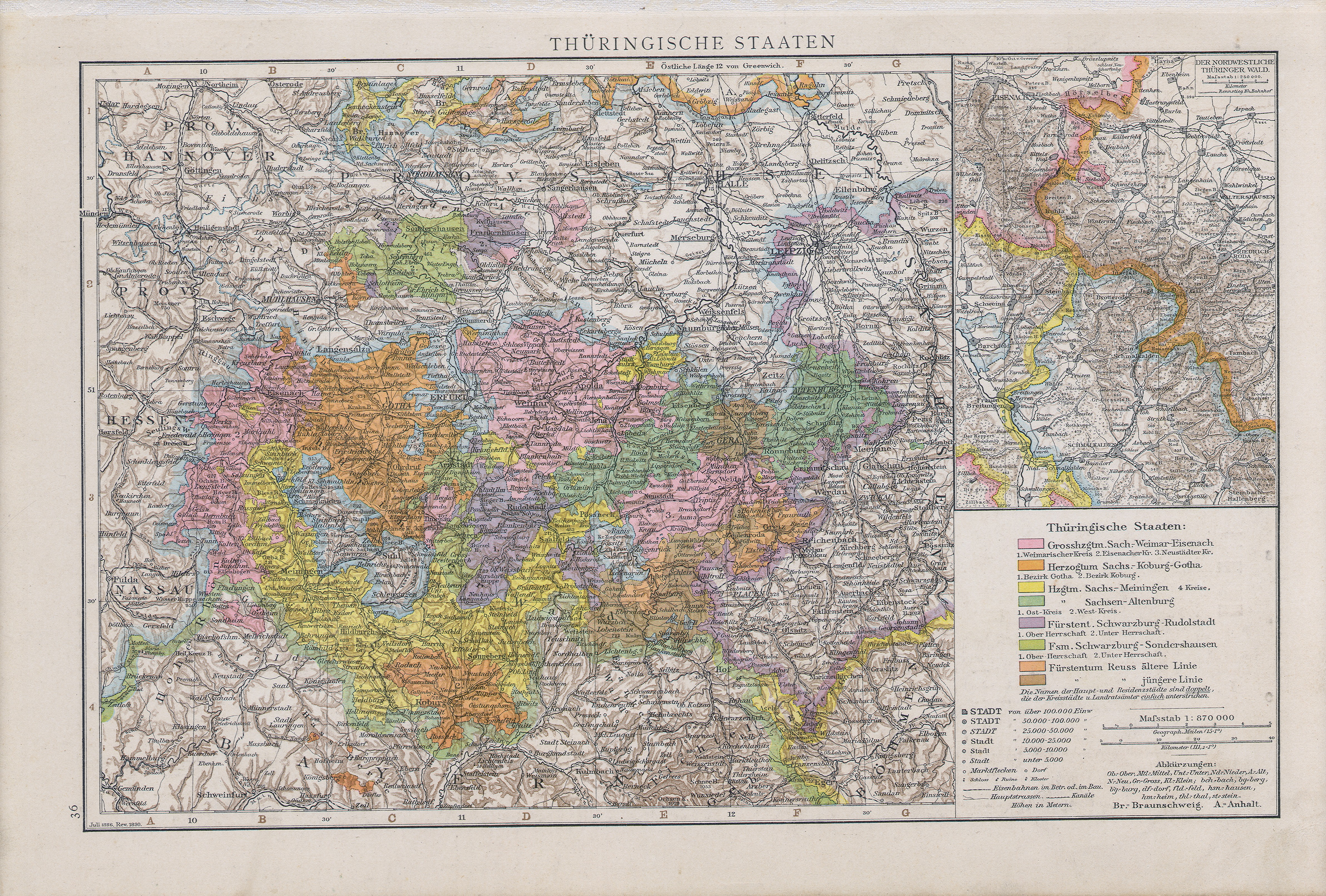
Mapa de los estados de Turingia en 1890

Una reordenación de los estados turingios tuvo lugar durante la mediatización alemana de 1795 a 1814. A comienzos del siglo XIX, y como consecuencia de las Guerras napoleónicas, el territorio que comprende este estado pasó a formar parte de la Confederación del Rin, y tras el Congreso de Viena se adhirió a la Confederación Germánica; el reino de Prusia también adquirió parte del territorio de Turingia y lo administró dentro de la provincia de Sajonia. Los ducados de Turingia que formaron parte del Imperio alemán en 1871, durante la unificación de Alemania liderada por Prusia, fueron Sajonia-Weimar-Eisenach, Sajonia-Meiningen, Sajonia-Altenburg, Sajonia-Coburgo-Gotha, Schwarzburg-Sondershausen, Schwarzburg-Rudolstadt y los dos principados de la línea mayor de Reuss y de la línea menor de Reuss. La industrialización de Alemania durante el siglo XIX se inició en Turingia y Sajonia.
En 1920, después de la Primera Guerra Mundial, estos pequeños estados se fusionaron en uno solo, llamado Turingia; solo Sajonia-Coburgo votó, en cambio, por unirse a Baviera. Weimar se convirtió en la nueva capital de Turingia. El escudo de este nuevo estado fue más simple que el de sus predecesores.
En 1930 Turingia fue uno de los estados libres donde los nazis ganaron auténtico poder político. Wilhelm Frick fue nombrado Ministro del Interior para el estado de Turingia después de que el partido nazi ganara seis delegados a la Dieta de Turingia. En esta posición eliminó de la policía turingia a cualquiera que él sospechaba que era un republicano y lo reemplazó con hombres que eran favorables al partido nazi. También aseguró que cuando cualquier posición importante surgiera dentro de Turingia, usó su poder a asegurar que un nazi obtuviera el puesto.
Durante la Segunda Guerra Mundial, la región fue severamente destruida y sufrió un gran número de bajas civiles provocadas en su mayoría por los bombardeos de los aliados. Después de ser brevemente controlada por Estados Unidos, desde julio de 1945, el estado de Turingia pasó a la zona de ocupación soviética y fue ampliado para incluir partes de Sajonia Prusiana, como las áreas alrededor de Érfurt, Mühlhausen y Nordhausen. Érfurt se convirtió en la nueva capital de Turingia. Ostheim, un exclave de Landkreis (equivalente de manera aproximada a un condado en el mundo anglosajón) Eisenach, fue cedido a Baviera.
A partir de 1949 Turingia formó parte de la República Democrática Alemana (RDA). En 1952 fue disuelta como Estado y el territorio pasó a ser administrado entre tres distritos (Bezirke), los de Érfurt, Gera y Suhl. El Kreis de Altenburg fue parte del Bezirk de Leipzig.
Tras la reunificación alemana en 1990, el Estado Libre de Turingia recuperó su naturaleza de estado federado, con sus fronteras ligeramente alteradas. 

## Organización político-administrativa
Desde la reforma administrativa del 1 de julio de 1994, el Estado federado de Turingia se compone de 17 distritos rurales (Landkreis), así como de 6 ciudades independientes que forman su propio distrito urbano (kreisfreie Städte). Existen en Turingia cerca de 992 ciudades y municipios. Gran parte de ellas forman parte de las Agrupaciones administrativas.
| 1. Comarca de Altemburgo 2. Eichsfeld 3. Gotha 4. Greiz 5. Hildburghausen 6. Ilm 7. Kyffhäuser 8. Nordhausen 9. Saale-Holzland 10. Saale-Orla 11. Saalfeld-Rudolstadt 12. Schmalkalden-Meiningen 13. Sömmerda 14. Sonneberg 15. Unstrut-Hainich 16. Wartburg 17. Comarca de Weimar Ciudades independientes - Eisenach (EA) - Érfurt (EF) - Gera (G) - Jena (J) - Suhl (SHL) - Weimar (WE) |

## Geografía
| Ciudad        | Habitantes | Habitantes | Habitantes | Distrito               |
| ------------- | ---------- | ---------- | ---------- | ---------------------- |
| Ciudad        | 31/12/1970 | 31/12/2000 | 30/06/2005 | Distrito               |
| Érfurt        | 192 679    | 200 564    | 202 590    | ciudad libre           |
| Gera          | 106 841    | 112 835    | 104 737    | ciudad libre           |
| Jena          | 85 169     | 99 893     | 102 201    | ciudad libre           |
| Weimar        | 63 985     | 62 425     | 64 361     | ciudad libre           |
| Gotha         | 57 256     | 48 376     | 47 045     | Gotha                  |
| Eisenach      | 50 059     | 44 442     | 43 858     | ciudad libre           |
| Nordhausen    | 42 018     | 45 633     | 43 781     | Nordhausen             |
| Suhl          | 28 177     | 48 025     | 43 202     | ciudad libre           |
| Altenburgo    | 47 497     | 41 290     | 38 203     | Altenburg              |
| Mühlhausen    | 46 135     | 38 695     | 37 480     | Unstrut-Hainich        |
| Saalfeld      | 31 048     | 29 511     | 28 148     | Saalfeld-Rudolstadt    |
| Ilmenau       | 19 634     | 27 176     | 26 713     | Ilm                    |
| Arnstadt      | 27 368     | 27 220     | 25 828     | Ilm                    |
| Rudolstadt    | 30 087     | 27 528     | 25 584     | Saalfeld-Rudolstadt    |
| Apolda        | 29 754     | 25 899     | 24 684     | Weimar                 |
| Greiz         | 39 424     | 26 177     | 24 007     | Greiz                  |
| Sonneberg     | 29 811     | 24 837     | 23 928     | Sonneberg              |
| Sondershausen | 22 195     | 23 088     | 21 718     | Kyffhäuser             |
| Meiningen     | 24 876     | 22 240     | 21 642     | Schmalkalden-Meiningen |
| Sömmerda      | 15 959     | 21 977     | 20 885     | Sömmerda               |

El estado federado de Turingia se encuentra en medio del territorio alemán, y posee como vecinos los estados federados de Hesse (270 km), Baviera (381 km), Sajonia (265 km), Sajonia-Anhalt (296 km) y Baja Sajonia (112 km). El Estado libre de Turingia pertenece, junto con Sajonia-Anhalt y Sajonia, a la denominada zona central de Alemania (Mitteldeutschland). Debido a su gran cantidad de zonas boscosas se suele denominar también al territorio de Turingia como el «Corazón verde de Alemania» (Grüne Herz Deutschlands).
El sur del estado federado se encuentra dominado por el bosque de Turingia (Thüringer Wald), que se extiende desde Eisenach hasta Sonneberg. Al norte se halla el Thüringer Becken. Los ríos más importantes de Turingia son el Saale, el Ilm, el Werra, el Unstrut, así como el Weiße Elster. El monte más alto dentro del estado es el Großer Beerberg, con una altura de 982,9 m.

### Regiones
| - Dün - Goldene Aue - Hainich - Hainleite - Harz (una parte) - Kyffhäuser - Rhön | - Bosque de Turingia - Thüringer Becken - Thüringer Holzland - Thüringer Osterland - Thüringer Schiefergebirge - Windleite |

## Economía

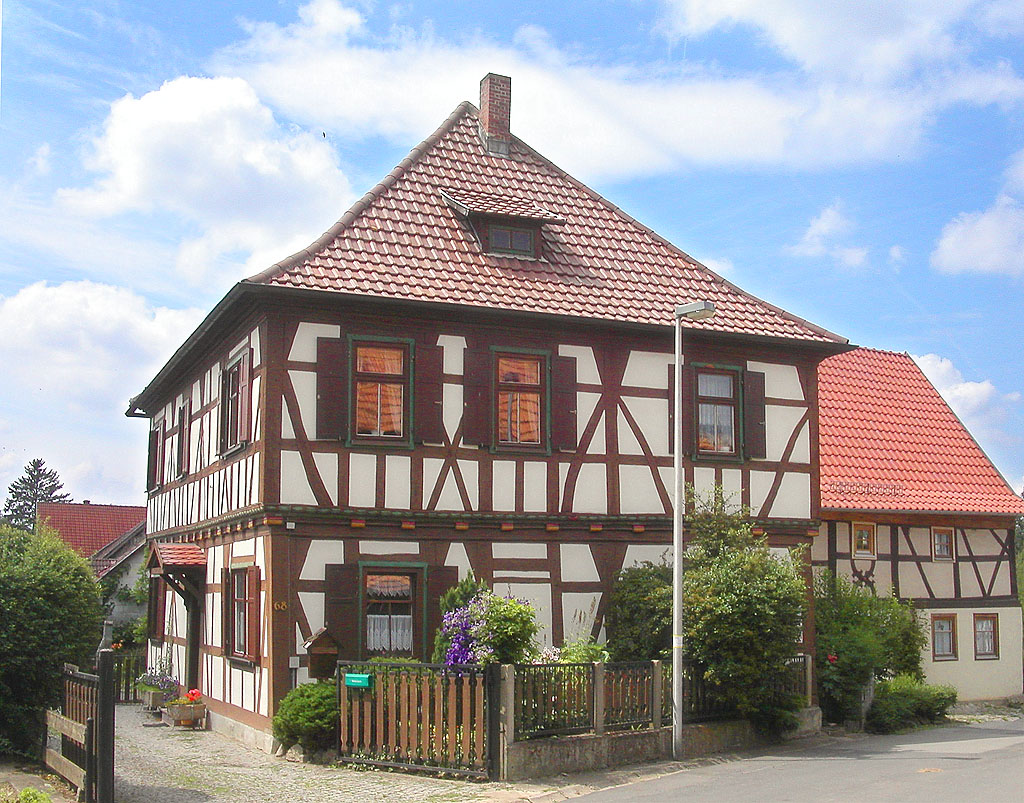
Casa típica en Nordheim (Turingia).

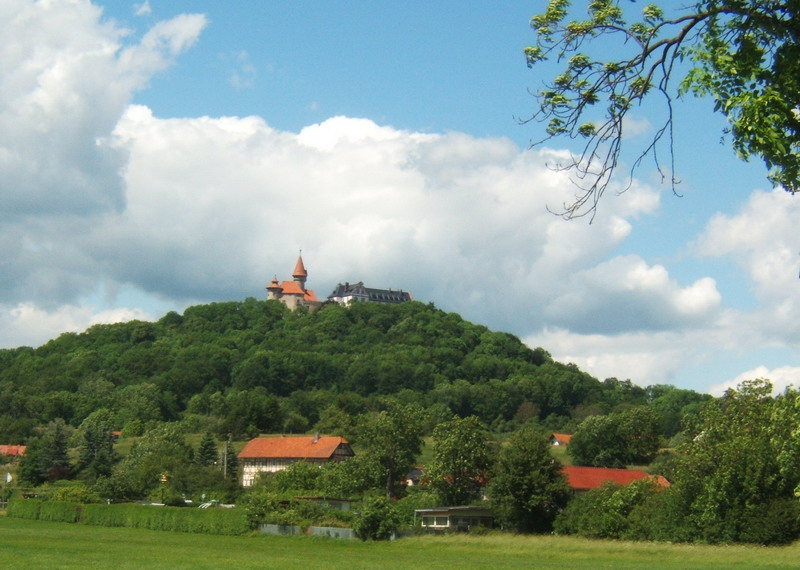
Paisaje de Veste Heldburg en el sur de Turingia.

Turingia, al igual que la mayor parte de la ex RDA, ha vivido una dispar evolución económica y la situación ha mejorado globalmente. Sin embargo, Érfurt ostenta uno de los niveles de riqueza más bajos del país a pesar de las constantes subvenciones del Gobierno federal y de la Unión Europea (UE).
| Empresa              | Sector                         | Trabajadores | Ciudad                   |
| -------------------- | ------------------------------ | ------------ | ------------------------ |
| Opel                 | Industria de automoción        | 1750         | Eisenach                 |
| Bosch                | Accesorios de automóvil        | 1650         | Eisenach                 |
| Carl Zeiss           | Óptica                         | 1600         | Jena                     |
| Jenoptik             | Óptica                         | 1400         | Jena                     |
| Kali Werra           | Minería                        | 1100         | Unterbreizbach y Merkers |
| GPP Media            | Imprenta                       | 1100         | Pößneck                  |
| WAGO Kontakttechnik  | Industria de electrodomésticos | 1100         | Sondershausen            |
| CSG Computer Service | Servicios de Hardware          | 1000         | Érfurt                   |

## Cultura

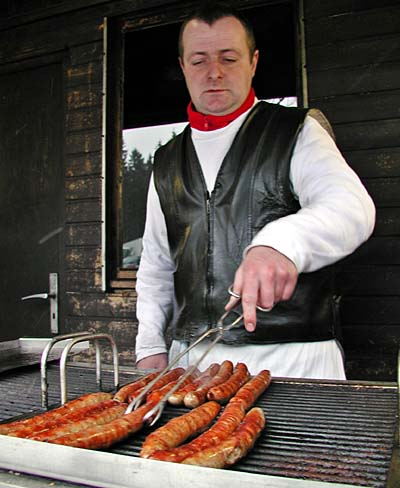
Asador de salchichas Thüringer Rostbratwurst en pleno trabajo.

### Religión
Iglesia evangélica en Alemania: 25,1 %, Iglesia católica: 7,8 %.

### Especialidades culinarias
La gastronomía de Turingia es conocida por algunas de sus especialidades más populares, como las Thüringer Klöße, o el habitual Thüringer Rostbratwurst (en la zona oriental de Turingia conocidas también como Roster) y el Thüringer Rostbrätel. Otras especialidades regionales son el Mutzbraten y el Schmandkuchen.

## Monumentos y lugares de interés
Uno de los centros turísticos más importantes de este estado federado es la ciudad de Weimar, considerada Patrimonio de la Humanidad por la Unesco, así como Eisenach (Wartburg) y otras ciudades en las que existen numerosos castillos y palacios.